# Aphanogmus procerus
Aphanogmus procerus är en stekelart som beskrevs av Szelenyi 1940. Aphanogmus procerus ingår i släktet Aphanogmus och familjen pysslingsteklar. Inga underarter finns listade i Catalogue of Life.